# 诺福克县 (马萨诸塞州)
诺福克县（英語：Norfolk County）是位于美国麻薩諸塞州的一个郡，县治為戴德姆。根据2020年美國人口普查统计，诺福克县共有人口72萬5,981人；2010年普查統計，人口比例白人約占89.02%、亞裔占5.5%、非裔占3.18%。
诺福克县是美國第28個收入最高的縣份，其人均收入為$32,484。它也是马萨诸塞州中最富裕的县。诺福克县是得名自英国的诺福克郡，意為「北方人家」（northern folk）

## 歷史
诺福克县由约翰·汉考克於1793年3月26日成立。诺福克县的大部份城鎮原本屬於沙福克縣。而多切斯特和罗克斯伯里則隨著诺福克县成立。但這些城鎮後來被波士顿吞併，並且回到沙福克縣手中。兴咸以及赫尔原屬诺福克县，但於1793年6月被割予沙福克縣。於1803年，這些城鎮又被割予普利茅斯縣。
诺福克县是四個美國總統的出生地。因此，诺福克县又名「总统县」。

## 地理
根據2000年人口普查，诺福克县的面積為443.94平方英里（1,149.8平方）。其中有399.58平方英里（1,034.9平方），即90.01%的土地為陸地；44.35平方英里（114.9平方），即9.99%的土地為水域诺福克县的其中一個地理特色，就是它擁有一些飛地。其城鎮布鲁克莱恩以及科哈塞特均與其主體分開。這是因為在縣的形成時，兴咸以及赫尔這兩個城鎮是屬於诺福克县的，但後來這兩個城鎮遭割予普利茅斯縣，令科哈塞特孤立自诺福克县，成為飛地。而布鲁克莱恩則於1873年因沙福克縣的波士顿吞併了西罗克斯伯里，而布鲁克莱恩卻拒絕被波士顿吞併，因此被孤立了。

### 毗邻县
- 麻薩諸塞州 密德瑟斯郡：西北方
- 麻薩諸塞州 沙福克縣：東方
- 麻薩諸塞州 普利茅斯縣：東南方
- 麻薩諸塞州 布里斯托縣：南方
- 羅德島州 普罗维登斯县：西南方
- 麻薩諸塞州 烏斯特縣：西方

### 国家保护区
- 亞當斯國家歷史公園（英语：Adams National Historical Park）
- 波士頓港島國家遊憩區（英语：Boston Harbor Islands National Recreation Area）（部份）
- 腓特烈·勞·奧姆斯特國家歷史遺址（英语：Frederick Law Olmsted National Historic Site）
- 約翰·菲茨傑拉德·甘迺迪國家歷史遺址（英语：John Fitzgerald Kennedy National Historic Site）

## 人口
| 调查年            | 人口    | 备注 | %±     |
| ----------------- | ------- | ---- | ------ |
| 1800              | 27,216  |      | —      |
| 1810              | 31,245  |      | 14.8%  |
| 1820              | 36,471  |      | 16.7%  |
| 1830              | 41,972  |      | 15.1%  |
| 1840              | 53,140  |      | 26.6%  |
| 1850              | 78,892  |      | 48.5%  |
| 1860              | 109,950 |      | 39.4%  |
| 1870              | 89,443  |      | −18.7% |
| 1880              | 96,507  |      | 7.9%   |
| 1890              | 118,950 |      | 23.3%  |
| 1900              | 151,539 |      | 27.4%  |
| 1910              | 187,506 |      | 23.7%  |
| 1920              | 219,081 |      | 16.8%  |
| 1930              | 299,426 |      | 36.7%  |
| 1940              | 325,180 |      | 8.6%   |
| 1950              | 392,308 |      | 20.6%  |
| 1960              | 510,256 |      | 30.1%  |
| 1970              | 605,051 |      | 18.6%  |
| 1980              | 606,587 |      | 0.3%   |
| 1990              | 616,087 |      | 1.6%   |
| 2000              | 650,308 |      | 5.6%   |
| 2010              | 670,850 |      | 3.2%   |
| [ 4 ] [ 5 ] [ 6 ] |         |      |        |

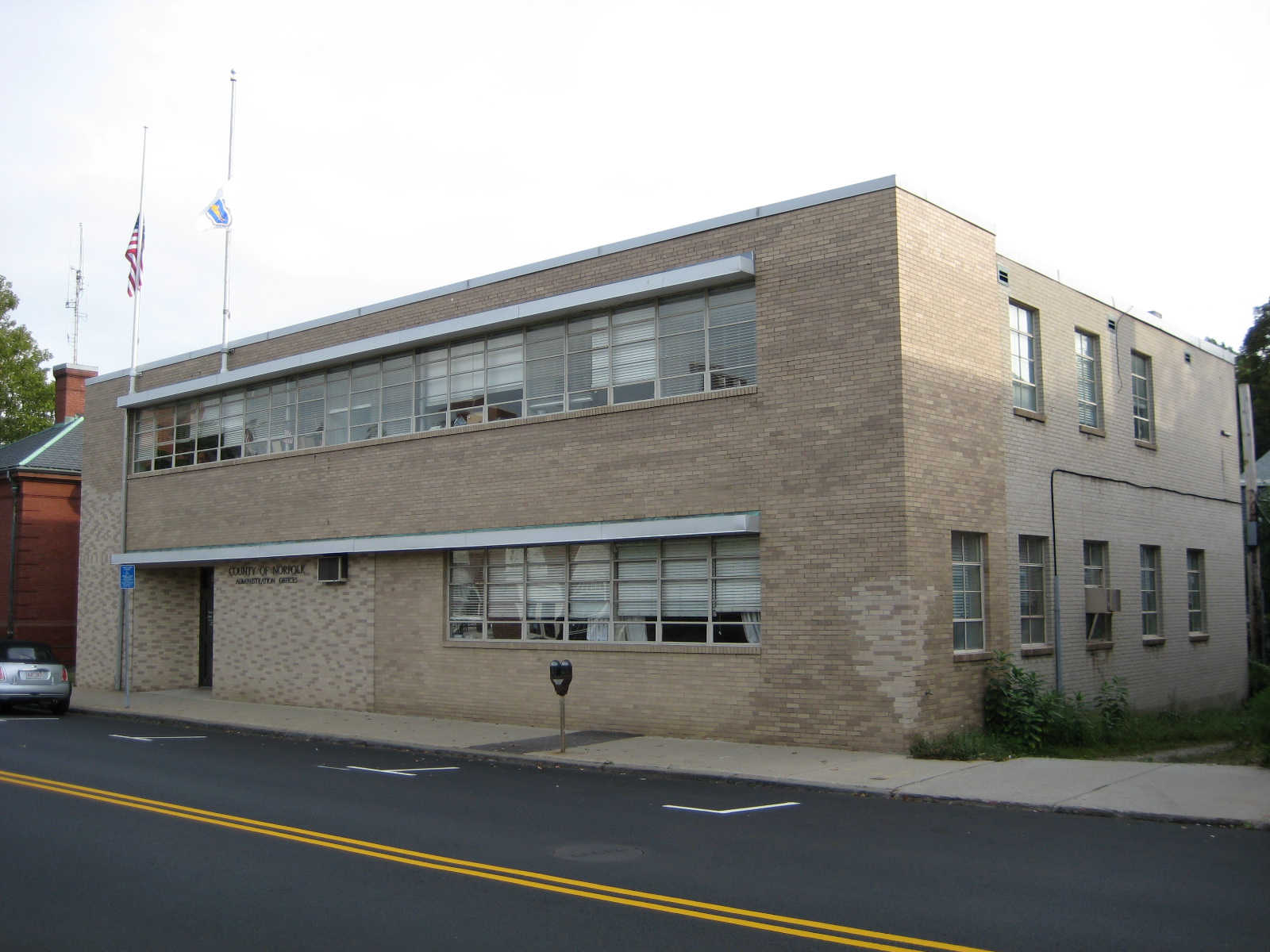
诺福克郡行政办公室

根據2000年人口普查，诺福克县擁有650,308居民、248,827住戶和165,967家庭。。其人口密度為每平方英里1,6282居民（每平方公里628居民）。诺福克县擁有255,154間房屋单位，其密度為每平方英里639間（每平方公里247間）。布里斯托縣的人口是由89.02%白人、3.18%黑人、0.13%原住民、5.50%亞裔、0.02%太平洋岛民、0.78%其他種族和1.37%混血构成。而西班牙裔或拉丁美洲人僅佔人口1.84%。在白人當中，有28.6%為爱尔兰人、13.4%為義大利人以及7.7%為英國人。在650,308居民中，有85.7%母語為英语、2.3%為中文、 2.0%為西班牙语、1.0%為意大利语以及1.0%為法语。
在248,827住戶中，有31.20%擁有一個或以上的兒童（18歲以下）、54.20%為夫妻、9.50%為單親家庭、而有33.30%為非家庭。其中26.80%住户為獨居，10.80%為同居長者。平均每戶有2.54人，而平均每個家庭則有3.14人。在650,308居民中，有23.40%為18歲以下、7.00%為18至24歲、31.60%為25至44歲、23.50%為45至64歲以及14.40%為65歲以上。人口的年齡中位數為38歲，每100個女性就有91.40個男性，而每100個成年女性（18歲以上）則有87.60個男性。
诺福克县的住戶收入中位數為$63,432，而家庭收入中位數則為$77,847（這兩個數字於2007年分別上升至$77,294和$95,243）。男性的收入中位數為$51,301，而女性的收入中位數則為$37,108。布里斯托縣的人均收入為$32,484。約2.90%家庭和4.60%人口在貧窮線以下。

## 名人
诺福克县總共出生了四位美国总统：
- 约翰·亚当斯：美国第二任总统
- 约翰·昆西·亚当斯：美国第六任总统
- 约翰·肯尼迪：美国第三十五任总统
- 老布什：美国第四十一任总统

## 主要城镇
| - 埃文（Avon） - 布伦特（Braintree） - 坎顿（Canton） - 戴德姆（Dedham） - 福克斯堡（Foxborough） - 霍尔布鲁克（Holbrook） - 梅德韦（Medway） - 米利斯（Millis） - 诺福克（Norfolk） - 普莱恩维尔（Plainville） - 兰道夫（Randolph） - 斯托顿（Stoughton） - 韦尔斯利（Wellesley） - 韦茅斯（Weymouth） |  | - 贝灵厄姆（Bellingham） - 布鲁克莱恩（Brookline） - 科哈塞特（Cohasset） - 多佛（Dover） - 富兰克林（Franklin） - 梅德菲尔德（Medfield） - 米尔顿（Milton） - 尼德姆（Needham） - 诺伍德（Norwood） - 昆西（Quincy） - 沙伦（Sharon） - 沃尔波尔（Walpole） - 韦斯特伍德（Westwood） - 伦瑟姆（Wrentham） |